# كرة القدم في ألمانيا

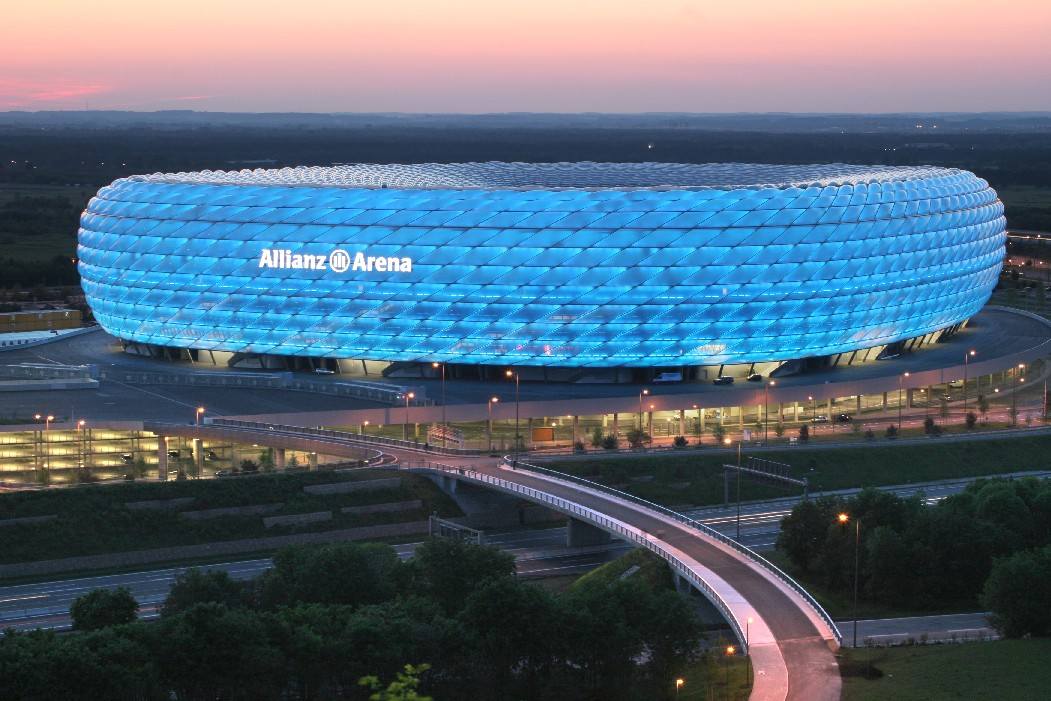
ملعب أليانز أرينا في ميونخ، ملعب المباراة الافتتاحية لكأس العالم 2006

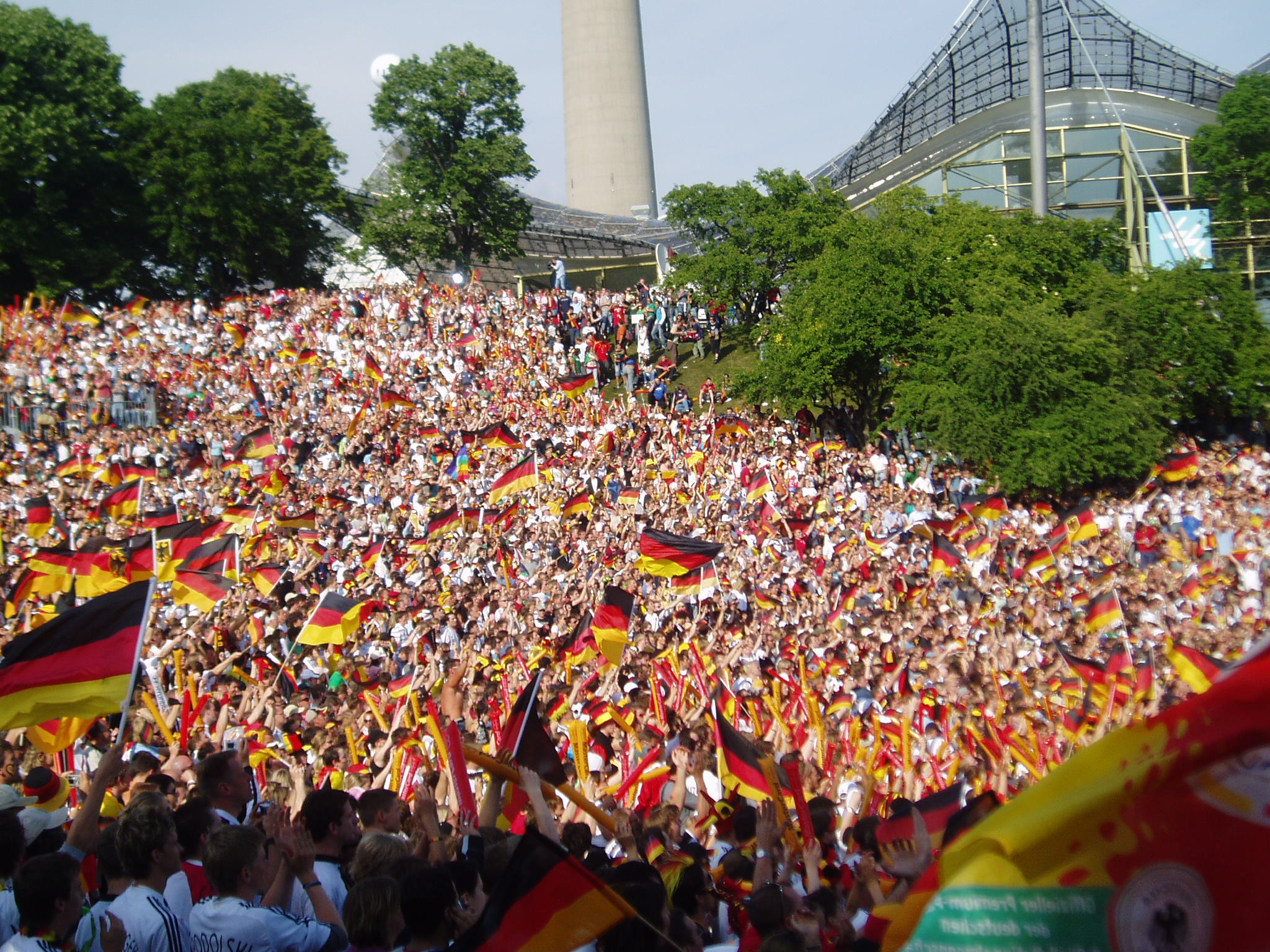
مشجعو كرة القدم في الحديقة الأولمبية في ميونخ خلال فترة كأس العالم لكرة القدم 2006

كرة القدم هي الرياضة الأكثر شعبية في ألمانيا. ويعرف اتحاد كرة القدم الألماني بالمختصر (DFB) (بالألمانية: Deutscher Fußball-Bund) ويعتبر أكبر هيئة وطنية رياضية حاكمة، حيث يضم 6.6 مليون عضو (ما يعادل 8% من السكان) منظّمين في أكثر من 26.000 نادي كرة قدم، وهناك نظام دوري يعرف بالبوندسليغا 1 والبوندسليغا 2 يتصدران القمة والفائز بالبوندسليغا 1 يتوّج بطل كرة القدم الألمانية، بالإضافة إلى ذلك هناك مسابقات كأس وطنية وأكثرها جدارة بالذكر كأس ألمانيا.
وعلى الصعيد الدولي، تعد ألمانيا إحدى أكثر الأمم نجاحًا بكرة القدم في العالم، حيث أحرز المنتخب الوطني الألماني لكرة القدم اربع كؤوس عالمية (1990,1974,1954,2014) بالإضافة إلى ثلاثة بطولات أوروبية (1996,1980,1972) وفاز المنتخب الوطني الألماني للسيدات بكأس العالم للسيدات مرتين (2007,2003) مما جعل ألمانيا هي الدولة الوحيدة التي فازت بكأس العالم للرجال والنساء.
وكانت ألمانيا المستضيفة لكأس العالم 1974، وكأس الأمم الأوروبية 1988، وكأس العالم 2006، واستضافت كأس العالم للسيدات 2011.

## تاريخ كرة القدم في ألمانيا

### أوائل الأندية
يعتبر نادي درسدن الإنجليزي أول نادي لكرة القدم الحديثة في ألمانيا، حيث أسس في سنة 1874 من قبل الرجال الإنجليز الذين كانوا يعيشون ويعملون حول درسدن. وفي العشرين سنة التي لحقت تأسيس النادي اكتسبت اللعبة نموًا شعبيًا، فأسست نوادي كرة قدم في برلين وهامبورغ وكارلسروه.

### اللعبة إلى حد الحرب العالمية الأولى
في 28 يناير 1900 قام ممثلون عن 86 نادي كرة قدم من داخل وخارج الرايخ الألماني واجتمعوا في لايبزيغ وأسسوا الاتحاد الألماني لكرة القدم (DFB). وبدأ منتخب كرة القدم الوطني الألماني بتمثيل ألمانيا في بطولات كرة القدم الدولية من سنة 1908 تحت قيادة اتحاد كرة القدم الألماني.

### فترة الحرب العالمية
بعد الحرب العالمية، احتلت أرض ألمانيا في ثلاث ولايات، فاستمر الاتحاد الألماني لكرة القدم فيما يسمى بألمانيا الغربية، بينما خرجت ألمانيا الشرقية بفرق مختلفة لعدة سنوات.

### الشرق والغرب

#### ألمانيا الشرقية ضد ألمانيا الغربية: كأس العالم 1974
نظّمت بطولة كأس العالم لكرة القدم 1974 في ألمانيا الغربية، ووقع كلا المنتخبين الألمانيين في نفس المجموعة في الدور الأول. والتقيا في 22 يونيو 1974 في مباراة شابها الشحن السياسي في هامبورغ، ويومها فازت ألمانيا الشرقية على ألمانيا الغربية 1-0 بهدف يورغن سباروانسر. وعلى أي حال تأهل كلا الفريقين إلى الدور الثاني. وأقصيَ الفريق الشرقي هناك، بينما استمر الفريق الغربي إلى آخر المطاف وربح البطولة.

### إعادة التوحيد
في سنة إعادة توحيد ألمانيا (1990) حصلت ألمانيا الغربية على كأسها العالمية الثالثة، واحتفل الألمان الغربيون والشرقيون سويةً. والمنتخب الألماني الوطني في الوقت الحاضر هو نفسه المنتخب الذي كان يدعى منتخب ألمانيا الغربية بشكل غير رسمي من 1949 إلى 1990 حيث أن الاتحاد الألماني لكرة القدم (DFB) أعاد تعريف نفسه ثانيةً كاتحاد جديد لينضم إلى اتحاد كرة القدم العالمي (الفيفا) بعد الحرب العالمية الثانية. ولم يتغيّر شيء في سنة 1990 فيما عدا توسيع العضوية بسبب وصول الولايات الألمانية الشرقية واللاعب الشرقي، وهكذا جرت الاستمرارية في الشعار الألماني والزي الرسمي بالإضافة إلى الإشارات إلى كؤوس ألمانيا العالمية الثلاث وألقاب بطولات الكأس الأوروبية. وعلى هذا فكل الإشارات إلى منتخب ألمانيا الغربية السابقة هي إشارات خاطئة فهذا الفريق ما زال موجود، ويدعى ألمانيا.
واعظم انتصار لألمانيا من 1990 كان بطولة الأمم الأوروبية سنة 1996 حيث تضمن الفريق في إنجلترا مفاتيح لعب رئيسية ملئت باللاعبين من كلا الشطرين السابقين من الغرب (يورغن كلينسمان كقائد) ومن الشرق (ماتياس زامر كقلب دفاع).

### الألفية الجديدة
أعظم النجاحات لرجال ألمانيا في الألفية الجديدة كانت الحصول على كأس العالم 2014 في البرازيل والمركز الثاني خلف البرازيل في كأس العالم 2002 في كوريا الجنوبية واليابان، وتلى ذلك احراز المركز الثالث في كأس العالم 2006 في ألمانيا وأيضا تلى ذلك إحراز المركز الثالث في كاس العالم 2010 وتحقيق رقم قياسي كأكثر منتخب في التاريخ حصولا على المركز الثالث (أربع مرات). بينما حققن نساء ألمانيا نجاحًا أعظمًا في المستوى، بالفوز بكأس العالم لكرة القدم للسيدات 2003 في الولايات المتحدة الأمريكية، وكأس العالم لكرة القدم للسيدات 2007 في الصين.

## اتحاد كرة القدم الألماني
يقع مقر الاتحاد الوطني الألماني في فرانكفورت، وقد أُسس في سنة 1900 في لايبزيغ من قبل ممثلين عن 36 نادي. وللاتحاد اليوم حوالي 26,000 نادي يسجلون 170,000 فريق مع أكثر من مليونيّ لاعب نشط، تشكل النساء منهم 870,000 لاعبة في 8,600 فريق نسائي، ولذا يعد الاتحاد الألماني لكرة القدم أكبر اتحاد رياضي في العالم لكونه يضم أكثر من ستة ملايين لاعب ولاعبة يمارسون كرة القدم في شتى الفئات العمرية ومسجلين ضمن اللوائح الرسمية.

## المنتخب الوطني

### الرجال

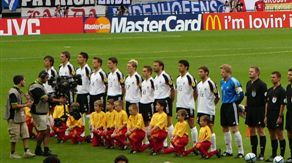
المنتخب الوطني الألماني في زيهم التقليدي الأبيض

يمثل المنتخب الوطني الألماني ألمانيا في المسابقات الدولية من سنة 1909، وهو تحت إدارة الاتحاد الألماني لكرة القدم، الهيئة الحاكمة لكرة القدم في ألمانيا. وقد فازوا بثلاث كؤوس عالمية، وحلوا في مركز الوصيف في أربع مناسبات.
ومنذ كأس العالم 1954 تتولى تجهيز المنتخب الوطني الألماني الشركة الألمانية أديداس.وفي المباريات التي يلعبها المنتخب الألماني على أرضه يلبس الفريق الألماني القمصان البيضاء، والشورتات السوداء، والجوارب البيضاء. وتتفاوت مستويات اللونين الأحمر والذهبي إلى جانب اللون الأسود وهي ألوان العلم الألماني، التي استمرت في هذا الزي الرسمي على مر السنين.
وتقليديًا، قد لبس الألمان القمصان الخضراء، والشورتات البيضاء، والجوارب الخضراء كزي رسمي بديل. وعلى أي حال غيّر الألمان في السنوات الأخيرة لون القمصان والجوارب إلى اللون الرمادي (2002-2003)، ثم إلى اللون الأسود (2004)، وأخيرًا إلى اللون الأحمر، والذي لبسوه كلونهم البديل في كأس العالم 2006.
وخلال كأس العالم 2006 درّب المنتخب الوطني الألماني من قبل القائد السابق يورغن كلينسمان. ومن 12 يوليو 2006، تولى مساعد المدرب السابق يواخيم لوف تدريب المنتخب الوطني. وقائده الحالي هو لاعب خط وسط تشيلسي مايكل بالاك.

### النساء
المنتخب الألماني الوطني للسيدات أيضًا منظم من قبل الاتحاد الألماني لكرة القدم، وقد حصل على كأس العالم للسيدات مرتين، الأولى في 2003 تحت قيادة مدربته السابقة تينا ثونماير، والثانية في 2007 تحت قيادة مدربته الحالية سيلفيا نيد. وقد كن المنتخب النسائي الأول الذي ينجح بالاحتفاظ بلقب كأس العالم للسيدات. وقد فزن أيضًا ببطولات الاتحاد الأوروبي الخمس الأخيرة لكرة القدم (1995، 1997، 2001، 2005، 2009). وعليه تكون ألمانيا هي الدولة الوحيدة التي فازت بكلتا الكأسين (كأسيّ العالم للرجال والنساء). والمنتخب الألماني للسيدات هو أول فريق على مستوى الكبار (رجالا ونساءً) يتوفق بالفوز بكأس العالم دون أن يدخل مرماه هدف واحد، وقد فعلن ذلك في سنة 2007.

### مقرات المنتخب الألماني المحلية
يتدرب منتخب ألمانيا لمبارياته في ملاعب مختلفة في كافة أنحاء ألمانيا، وفي الفترة المتأخرة يعسكر المنتخب الألماني في دوسلدورف وميونخ ودورتموند وبرلين.

## كأس العالم لكرة القدم

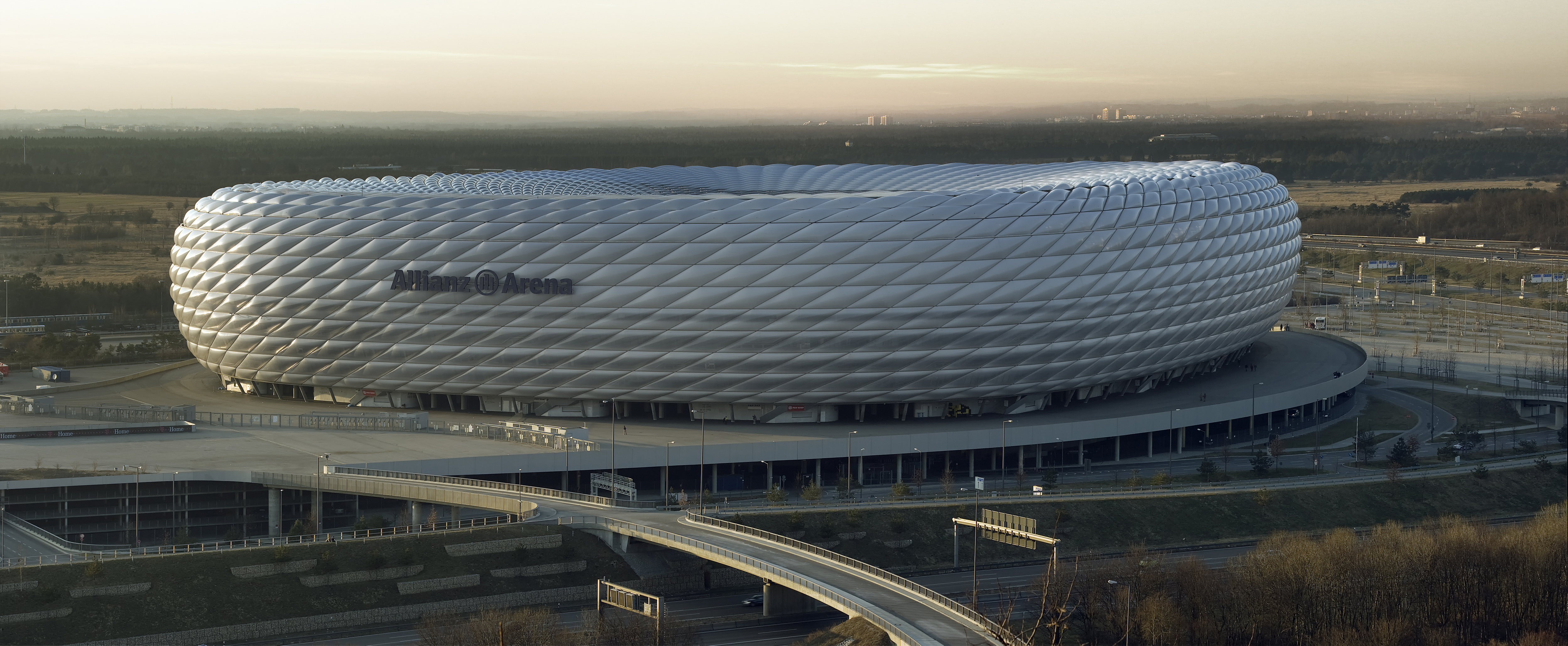
ملعب كرة قدم

فاز المنتخب الألماني لكرة القدم بأرربعة كؤوس كرة قدم عالمية، وكان الوصيف في أربع مناسبات أخرى. ويرمز لهذه البطولات الأربعة بأربعة نجوم فوق شعار المنتخب الوطني الألماني على أقمصة الفريق. وقد استضافت ألمانيا كأس العالم في سنة 1974 وسنة 2006.

### كأس العالم لكرة القدم 1954
شهد استاد وانكدورف في برن السويسرية حضور 60,000 متفرج لمشاهدة المباراة النهائية بين منتخبيّ ألمانيا الغربية وهنغاريا، اللذان كانا قد التقيا في الدور الأول وكانت هنغاريا حينها قد فازت بنتيجة 8-3. وردًا على هزيمته النكراء السابقة بأقدام الهنغاريين قام المدرب الألماني الأسطوري سيب هيربرجر بتعديلات تكتيكية في صفوف لاعبي فريقه للمباراة النهائية. وقبل فترة قصيرة من المباراة بدأت تهطل الأمطار وهذا ما كان يدعى في ألمانيا – طقس فريتز فالتير – وذلك لأن قائد الفريق الألماني فريتز فالتر كان يشار إليه بأنه يلعب أفضل ما يمكن في الأجواء الممطرة.
وشهد النهائي لعب الأسطورة فيرينك بوشكاش على الرغم من أنه لم يتعاف تماما من الإصابة. ورغم هذا وضع فريقه في المقدمة بعد ست دقائق فقط، ليضيف بعدها بدقيقتين زميله زولتان زيبر الهدف الثاني لتبدو الأمور للهنغاريين بأنهم يتجهون نحو الفوز باللقب.
وعلى أي حال جاء الهدف الألماني الأول من ماكس مورلك في الدقيقة العاشرة وهدف التعادل بقدم هيلموت ران في الدقيقة التاسعة عشر من عمر المباراة قبل أن ينتهي الشوط الأول بتعادل الفريقين، وتبدأ بعدها الفرصة المناسبة لصالح الألمان، وشهد الشوط الثاني أخطاء قاتلة من الفريق المجري وهدف غير محسوب من بوشكاش قبل دقيقتين من نهاية المباراة.
وحينما أحرز هيلموت ران هدف ألمانيا الثالث قبل ست دقائق من نهاية المباراة جن جنون المعلق الرياضي الألماني هيربيرت زيمرمان وأخذ يصرخ ويردد (تور، تور، تور) والتي هي اختصار (هدف) بالألمانية مطلقًا عبارات السعادة والفرح إلى آخر المباراة، بينما انفجر المعلق الهنغاري بالبكاء، فعرفت هذه المباراة باسم (معجزة برن) في العرف التقليدي الألماني والعالمي وأصبحت قاعدة لفلم ناجح بشكل ضخم في سنة 2003.

### كأس العالم لكرة القدم 1974
أقيمت بطولة كأس العالم لكرة القدم 1974 في ألمانيا الغربية، وتحت قيادة المدافع الأسطوري فرانز بيكنباور والحارس سيب ماير وصانع الألعاب بول برايتنر والمهاجمان أولي هونيس وجيرد مولر المعروف بالألمانية بلقب (دير بومبر دير نيشن) أي قاذف قنابل الأمة (وهو صاحب أعلى رصيد أهداف في منتخب ألمانيا وهو 68 هدف من 62 مباراة)، فازت ألمانيا بكأسها العالمية الثانية بعدما هزمت هولندا في النهائي 2-1 وسجّل الهدفين بول برايتنر وجيرد مولر. واشتهر النهائي بمعركة القيصر فرانز بيكنباور والملك يوهان كرويف.
وكانت هذه هي البطولة الأولى التي تقدم الكأس الحالية، كأس الفيفا العالمية لكرة القدم، وذلك بعدما منحت الكأس السابقة - كأس جول ريميه- للبرازيل التي فازت بها للمرة الثالثة في سنة 1970 وامتلكها البرازيليون للأبد.

### كأس العالم لكرة القدم 1990
في بطولة تضمنت منافسة لا تنسى مع هولندا، فازت ألمانيا على الأرجنتين 1-0 بهدف سجله أندرياس بريمه من ركلة جزاء لتفوز ألمانيا بلقبها الثالث في كأس العالم (إلى جانب ثلاث مرات في المركز الثاني) لتصبح ألمانيا أنجح الأمم في كأس العالم قبل أن تفوز البرازيل بلقبها الرابع سنة 1994، وأصبح فرانز بكنباور ثاني لاعب بعد ماريو زاغالو مع البرازيل يفوز بكأس العالم كلاعب (في 1974) وكمدرب، ولكنه أصبح أول قائد فريق يفوز بكأس العالم كقائد فريق وفي وقت لاحق كمدرب.

### كأس العالم لكرة القدم للسيدات 2003
أقيمت كأس العالم لكرة القدم للسيدات 2003 في الولايات المتحدة (بدلا من الصين بسبب وباء سارس) وفازت به ألمانيا التي هزمت السويد بنتيجة 2-1 في الوقت الإضافي وقبل هذا اقصت حاملة اللقب والمستضيفة الولايات المتحدة في الدور نصف النهائي بعدما فازت عليها بنتيجة 3-0.

### كأس العالم لكرة القدم 2006
استضافت ألمانيا كأس العالم لكرة القدم 2006، وتنافست على البطولة اثنان وثلاثون دولة في مباريات استضافتها إثنا عشر مدينة تراوحت من هامبورغ في الشمال إلى ميونخ في الجنوب، وكانت لايبزغ هي المدينة الشرقية الوحيدة التي استضافت بعض المباريات (حيث جرت المباريات التي استضافتها برلين في جزئها الغربي سابقًا). وجرت المباراة الافتتاحية في 9 يونيو بين ألمانيا وكوستاريكا في ملعب أليانز أرينا في ميونخ ويومها هزمت ألمانيا كوستاريكا 4-2. وجرت المباراة النهائية في الملعب الأولمبي في برلين بعد شهر بين إيطاليا وفرنسا. وانتهت المباراة بالتعادل 1-1 في الوقت الأصلي والإضافي. وأثار زين الدين زيدان فيها الجدل فطرد من المباراة لاعتدائه على اللاعب الإيطالي ماركو ماتيراتسي قبل عشر دقائق من نهاية المباراة ونال بعدها عقوبات. وخسرت بعدها فرنسا أمام إيطاليا بركلات الترجيح 5-3.
بينما فازت ألمانيا على البرتغال 3-1 ونالت المركز الثالث بعد أن لعبت في ملعب مرسيدس بنز أرينا في شتوتغارت يوم 8 يوليو. ونال ميروسلاف كلوزه جائزة الحذاء الذهبي لكونه أعلى الهدافين رصيدًا في البطولة برصيد خمسة أهداف، ونال لوكاس بودولسكي جائزة أفضل لاعب شاب.

### كأس العالم لكرة القدم للسيدات 2007
أقيمت كأس العالم لكرة القدم للسيدات 2007 في الصين وفازت بها ألمانيا، والتي أصبحت أول فريق نسائي ينجح في الدفاع عن اللقب. وفي المباراة الافتتاحية في شنغهاي، سحقت ألمانيا الأرجنتين برقم قياسي 11-0. الحارسة الأساسية نادين أنجرير، واصلت تألقها بالاحتفاظ بنظافة شباكها في البطولة بأكملها. وفي المباراة النهائية في شنغهاي، فازت ألمانيا على البرازيل 2-0.
وأصبحت بريجيت برينتس صاحبة أعلى رصيد كلي للهدافات في مجموع بطولات كأس العالم برصيد 14 هدفا.

## بطولة الاتحاد الأوروبي لكرة القدم
فازت ألمانيا بثلاث بطولات أوروبية (1972، 1980، 1996) ولكنها قدمت عرضًا سيئًا في البطولتين الأخيرتين اللتين جرتا في 2000 و2004. كما حل المنتخب الألماني في المركز الثاني في بطولات 1976، 1992، 2008.

### كأس الاتحاد الأوروبي لكرة القدم 1972
بعد نهائيات كأس الأمم الأوروبية سنة 1972 اندفع المنتخب الألماني الشاب للفوز بكأس العالم بعد سنتين من حصده أول ألقابه الأوروبية الثلاثة. وفي لقاء الدور ربع النهائي، سحقت ألمانيا أولًا أنجلترا 3-1 في ملعب ويمبلي يوم 29 أبريل سنة 1972، ثم اغلقت عليها الباب بالتعادل 0-0 في برلين. ليصل بعدها الألمان إلى النهائيات في بلجيكا، حيث هزموا الدولة المضيفة 2-1، في الدور نصف النهائي ثم الاتحاد السوفياتي 3- في المباراة النهائية لينالوا أول بطولة عظيمة منذ معجزة برن. وصرّح حينها المدرب السابق هيلموت ستشون عند انتصاره قائلًا «هذا هو أفضل فريق عرفناه إلى حد الآن»، واعجابًا بالجهود الألمانية كتبت صحيفة أل أكويب الفرنسية «بروكسل شهدت إعادة تأهيل كرة القدم الهجومية» حتى أن صحيفة التايمز البريطانية كتبت «ألمانيا تملك أكثر فريق كرة قدم موهوب على مستوى القارة».

### كأس الاتحاد الأوروبي لكرة القدم 1980
8 سنوات فقط مضت قبل أن يحصد الألمان لقبهم التالي، بعد أن هزموا تشيكوسلوفاكيا وهولندا واليونان في الدور الافتتاحي ثم اجتازوا بلجيكا في النهائي 2-1 وسجل الهدفين هورست هروبريتش.
وكانت هذه البطولة هي أول الغيث لعطاءات لاعب خط الوسط لوثار ماثيوس والذي استمر مع المنتخب الألماني إلى حد اعتزاله اللعب بعد كأس الأمم الأوروبية 2000، ليصبح لاعب ألمانيا الأكثر مراسًا بظهوره في 150 مباراة وطنية.

### كأس الأمم الأوروبية 1996
في سنة 1996، فازت ألمانيا بالبطولة التي قد تكون أكثر البطولات الأوروبية تميزًا لألمانيا، بقيادة كابتن الفريق يورغن كلينسمان في الهجوم وماتياس زامر على الدفاع، وتمكن الألمان بسهولة من هزيمة جمهورية التشيك 2-0، وروسيا 3-0، والتعادل بشق الأنفس 0-0 مع إيطاليا ليختتمون الدور الأول بصدارة المجموعة، وشهد الدور ربع النهائي عبور ألمانيا بعد أن هزمت كرواتيا 2-1. هذا الانتصار مهد الطريق لمعركة كلاسيكية ضد إنجلترا، مرة أخرى في ملعب ويمبلي في الدور نصف النهائي من البطولة. وتقدمت إنجلترا على ألمانيا بهدف في الدقيقة الثالثة، والألمان يلعبون دون قائدهم المصاب كلينسمان، فكافحوا إلى أن احرز شتيفان كونتس هدف التعادل في الدقيقة 16.
وخاض كلا الفريقين بقية المباراة مع شوطين إضافيين دون تسجيل أهداف، إلى أن جائت ضربات الترجيح التي انتهت ضرباتها الخمس الأولى بتسجيلها جميعًا من كلا الفريقين. ليصد بعدها حارس المرمى الألماني اندرياس كوبكه ركلة إنجلترا السادسة، ويأتي الدور على اندرياس مولر ليرسل صاعقة الإنجليز في ويمبلي ويؤهل ألمانيا إلى النهائي.
وفي بداية المباراة النهائية تخلفت ألمانيا بهدف أمام المنتخب التشيكي والذي هو نفسه الفريق الذي هزمته في وقت سابق من البطولة، وكان ذلك بعد قرار سيء بضربة جزاء مثيرة للجدل. ومع ذلك، فإن الألمان قدموا روح القتال المعتادة، وتعادلوا في المباراة بهدف البديل أوليفر بيرهوف من ضربة رأس في الدقيقة 73. وانتهى الوقت الأصلي للمباراة بالتعادل 1-1. ليأتي بعدها الهدف الذهبي التاريخي بعد خمس دقائق من بداية الوقت الإضافي الأول، وجاء أيضًا من أوليفر بيرهوف. ونظرًا إلى الحد الكبير الذي قاد ألمانيا للفوز بالبطولة بسبب جهوده الدفاعية، اختير ماتياس زامر «أفضل لاعب في أوروبا سنة 1996» بعد النهائيات.

## بطولات كرة القدم

### البوندسليغا
البطولة الرئيسية لكرة القدم في البلد هي البوندسليغا (الدوري الألماني) ويلعبها 18 فريق. وقد سجّل بايرن ميونيخ رقمًا قياسيًا بالفوز بالبطولة ثلاثه وعشرين مرة منذ تأسيس الدوري في 1963. ووحده نادي هامبورغ اس في هو الذي لعب في جميع مواسم دوري الدرجة الأولى الألماني. ويعرف دوري الدرجة الثانية بالبوندسليغا 2. وهناك دوري درجة ثالثة يعرف بليغا 3 ويدار مباشرة من قبل الاتحاد الألماني لكرة القدم.

### كأس ألمانيا
كأس ألمانيا هي بطولة كرة قدم وطنية تقام سنويًا من سنة 1952. وهي ثاني أهم بطولة وطنية في كرة القدم الألمانية بعد بطولة البوندسليغا. ويحق لجميع الأندية التي تشارك في الدوري الألماني لكرة القدم أن تدخل في البطولة. وتجرى تصفيات إقليمية للأندية التي تلعب في درجات الدوري المتدنية، والفائزون من هذه الأندية ينضمون إلى فرق دوري الدرجة الأولى والثانية في الدور الرئيسي للبطولة في العام التالي. كل إقصاء يتحدد من خلال مباراة واحدة تقام على أرض واحد من الفريقين المشاركين. ومن سنة 1985 والنهائي يقام على الاستاد الأولمبي في برلين. وفاز بايرن ميونخ برقم قياسي بالكأس وهو 12 مرة.
وكان كأس تسكايمر هو الاسم السابق لهذه البطولة. حيث ابتدأت في 1934-1935 وجرت المنافسة عليها حتى سنة 1944. قبل أن تنقسم ألمانيا بعد الحرب العالمية الثانية، ليصبح لألمانيا بطولتي كأس، حيث يتنافس الجانب الشرقي على كأس ألمانيا الشرقية. وابتداءً من سنة 1949 والكأس يتنافس عليها سنويًا إلى سنة 1991 عندما أنتهت البطولة في أعقاب إعادة توحيد ألمانيا والاندماج في بطولات الدوري لكرة القدم بين الألمانيتين.

## المشاركة في البطولات الأوروبية
استنادًا إلى التصنيف الأوروبي الحالي تنال ألمانيا حق المشاركة في دوري أبطال أوروبا بأربع أندية لكونها صاحبة ثالث أقوى دوري أوروبي. ويتأهل أصحاب المراكز الأربعة الأولى في الدوري إلى دوري أبطال أوروبا بشكل مباشر إلى دور المجموعات. وتشارك الأندية صاحبة الترتيب الخامس بالإضافة إلى بطل كأس ألمانيا في الدوري الأوروبي والسادس والسابع في دوري المؤتمر الأوروبي.
| # | البطولة                                        | الجهة المنظمة                    |
| - | ---------------------------------------------- | -------------------------------- |
| 1 | الدوري الألماني الدرجة الأولى / Bundesliga     | رابطة الدوري الألماني لكرة القدم |
| 2 | الدوري الألماني الدرجة الثانية / 2. Bundesliga | رابطة الدوري الألماني لكرة القدم |
| 3 | الدوري الألماني الدرجة الثالثة / 3. Liga       | الاتحاد الألماني لكرة القدم      |
| 4 | الدوري الألماني الدرجة الرابعة / Regionaliga   | الاتحاد الألماني لكرة القدم      |
| 5 | الدوري الألماني الدرجة الخامسة / Ubarliga      | الاتحاد الألماني لكرة القدم      |
| 6 | كأس ألمانيا / DFB-Pokal                        | الاتحاد الألماني لكرة القدم      |
| 7 | كأس السوبر الألماني / DFL-Super Cup            | رابطة الدوري الألماني لكرة القدم |

## وصلات خارجية
(بالألمانية)
```
موقع الاتحاد الألماني لكرة القدم
```